# Ato, Kaz en Nik
Ato, Kaz en Nik zijn de mascottes van het Wereldkampioenschap voetbal 2002 in Zuid-Korea en Japan. Het drietal komt ook voor in de tekenfilmserie The Spheriks.
De mascottes hebben de kleuren paars (Ato), oranje (Kaz) en blauw (Nik) en zijn, in tegenstelling tot andere mascottes van eerdere toernooien, een niet bestaande dierensoort. Hun beeltenis staat volgens de organisatie van het toernooi voor energie. Het drietal speelt graag atmobal (een fictieve, op voetbal gebaseerde sport). Ato is de coach van het team en de andere twee zijn spelers. De namen van de drie werden gekozen door het publiek, na een internetstemming onder het publiek en in lokale restaurants van fastfood-keten McDonald's.
1966: Willie ·
1970: Juanito ·
1974: Tip en Tap ·
1978: Gauchito ·
1982: Naranjito ·
1986: Pique ·
1990: Ciao ·
1994: Striker ·
1998: Footix ·
2002: Ato, Kaz en Nik ·
2006: Goleo VI ·
2010: Zakumi ·
2014: Fuleco ·
2018: Zabivaka ·
2022: La'eeb